# Pseudotrochalus propinquus
Pseudotrochalus propinquus är en skalbaggsart som beskrevs av Moser 1916. Pseudotrochalus propinquus ingår i släktet Pseudotrochalus och familjen Melolonthidae. Inga underarter finns listade i Catalogue of Life.